# Pizzo di Vogorno
Der Pizzo di Vogorno ist ein 2442 m hoher Berggipfel nordöstlich oberhalb des Schweizer Dorfes Vogorno am Eingang des Verzascatals, der das Nordufer des Lago Maggiore beherrscht. 
Von der Spitze hat der Besteiger eine Weitsicht auf die Alpen, aber auch auf die Seenlandschaft des Südtessins und die dahinterliegende Po-Ebene. Bei gutem Wetter kann die Silhouette des Apennins erkannt werden.

## Routen zum Gipfel
Die Wege zum Pizzo di Vogorno sind markierte alpine Wanderwege. Auf der Südwestseite führen von Sant'Antonio in Vogorno zwei Wege beidseits desValle del Mulino zum Gipfel, die sich bei der Alp Bardüghèe (hierher auch mit Seilbahn ab San Bartolomeo im Verzascatal, Übernachtungsmöglichkeit) vereinigen. Im Osten des Berges führt ein Anstieg von der Capanna Borgna, eine von mehreren Tallagen erreichbare Hütte der Società Escursionistica Verzaschese, zum höchsten Punkt des Berges. Eine weitere, lange Anstiegsmöglichkeit von Lavertezzo im Nordwesten führt durch das Val Carecchio zur Bocchetta di Rognoi, wo man auf den von der Capanna Borgna kommenden Weg trifft.
Der Gipfel wird gelegentlich auch im Winter mit Ski bestiegen. Dazu steigt man normalerweise von Vogorno auf. Die Ski müssen im Auf- und im Abstieg von Vogorno fast bis Rienza getragen werden. Alternativ ist im Winter der anspruchsvolle Zugang von Mornera (Seilbahn ab Monte Carasso) möglich. 